# Rashidul Hasan
Rashidul Hasan, född den 14 april 1959 i Gojra, Pakistan, är en pakistansk landhockeyspelare.
Han tog OS-guld i herrarnas landhockeyturnering i samband med de olympiska landhockeytävlingarna 1984 i Los Angeles.